# Susan Williams (triatlete)
Susan Rene Williams (Long Beach (Californië), 17 juni 1969), geboren als Susan Bartholomew , is een Amerikaans triatlete.
Op 24-jarige leeftijd kwam ze als goed zwemster in aanraking met triatlon. In 1997 werd ze professional en slaagde ze erin zich voor de ITU wereldbekerwedstrijden te kwalificeren. In 1999 was ze het talent uit het Amerikaanse olympisch team dat mee zou doen aan de Olympische Spelen van 2000. Ze werd echter ziek en moest een week in het ziekenhuis liggen en anticoagulantia tot zich nemen. Later kon ze niet trainen wegens haar zwangerschap.
Tijdens de Olympische Spelen van 2004 in Athene behaalde ze een bronzen medaille met een tijd van 2:05.08,92.
Susan Williams behaalde in 1992 een Bachelor of Science in luchtvaarttechniek aan de University van Alabama. Ze is getrouwd met Tim Williams en moeder van een dochter.

## Palmares

### triatlon
- 1998: 8e WK olympische afstand in Lausanne - 2:10.31
- 1999: 20e WK olympische afstand in Montreal - 1:58.20
- 2002: 20e WK olympische afstand in Cancún - 2:06.04
- 2002: 4e WK lange afstand in Nice - 7:22.33
- 2002: 19e Ironman Hawaï - 10:12.09
- 2003: 24e WK olympische afstand in Queenstown - 2:12.02
- 2004:  Olympische Spelen in Athene - 2:05.08,92
- 2004: DNF WK olympische afstand in Funchal
- 2005: 27e WK olympische afstand in Gamagori - 2:03.45